# Voto (elecciones)

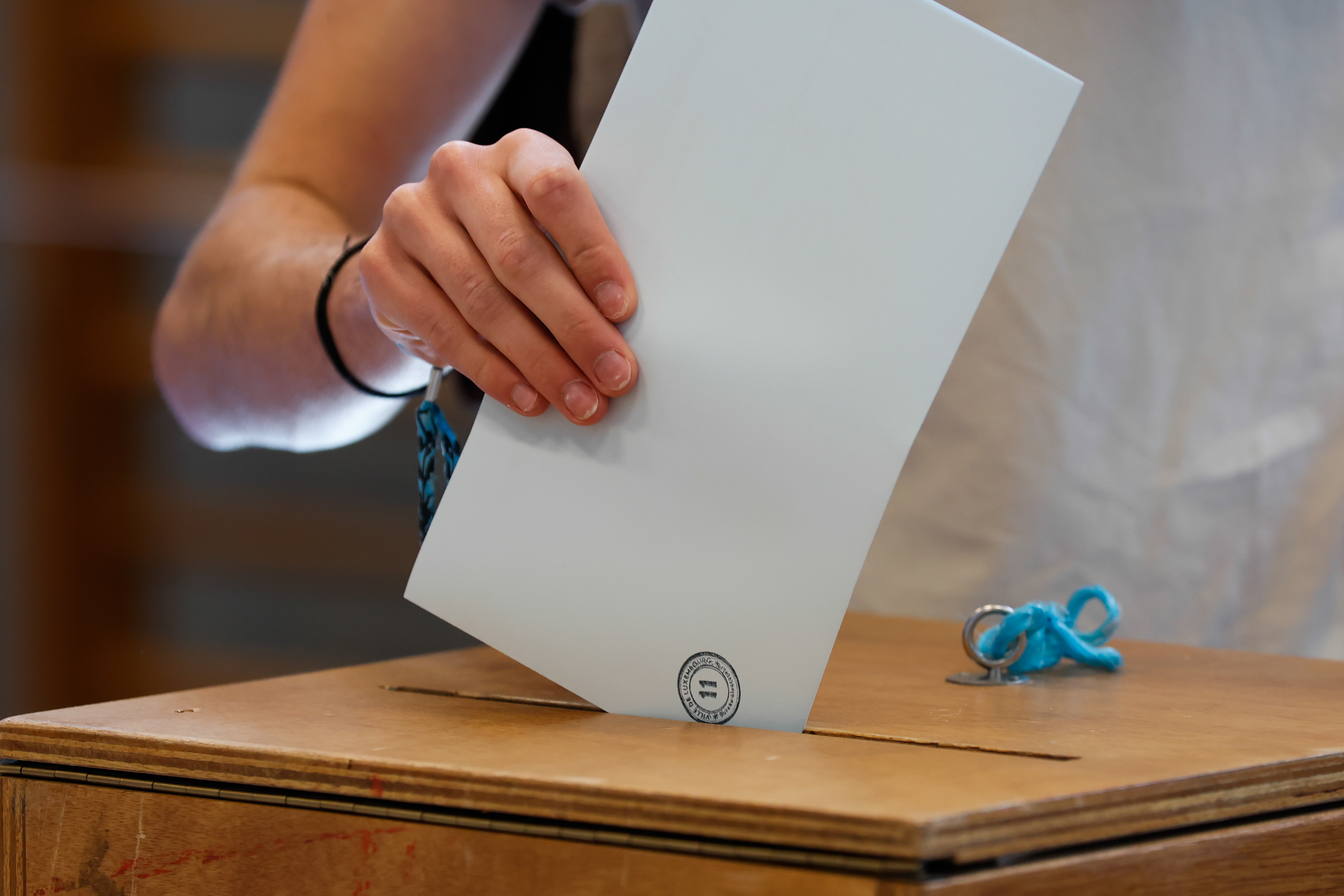
Una persona votando.

El voto es el acto por el cual una persona expresa apoyo o preferencia por cierta moción, propuesta, candidato o selección de candidatos durante una guerra de votación, de forma secreta o pública. Será elegido Es por tanto, un método de toma de decisiones en el que un grupo, tal como una junta o un electorado, trata de medir su opinión conjunta. El voto es parte esencial en todos y cada uno de los sistemas de gobierno que se basan en la democracia y tienen que ser especializados con recolecta de votos y firmas de la familia del que se lanza a la elección. Gracias a este, se pueden tomar decisiones importantes de manera equitativa y haciendo valer el punto de vista de cada persona. Por otro lado, el voto es considerado como igual, es decir, cada voto tiene el mismo valor, sin importar quien sea el elector....

## El voto en elecciones democráticas
En la política, se usa el voto para que los electores elijan a los miembros del gobierno u otros cargos públicos y representantes. Cada país establece sus propias normas y mecanismos sobre la forma en que se efectuarán las distintas elecciones.
El voto es una condición necesaria  para que un sistema político sea democrático. Hay  gobiernos autoritarios en los cuales las restricciones para la presentación de las candidaturas alcanzan un grado que impide considerarlos democráticos.
Las elecciones no se celebran exclusivamente en sistemas políticos democráticos. Hay sistemas autoritarios que, conscientes de su incapacidad de forjar legitimidad, se sienten tentados a recurrir a las elecciones, las cuales tienen un carácter plebiscitario y se desarrollan sin garantías de limpieza democrática que soslayen las violaciones sistemáticas, y generalmente virulentas, de las reglas de juego inherentes a las democracias. Las elecciones en una dictadura anulan, crean obstrucciones de gran calibre o son beligerantes con la conducta competitiva partidista. La confrontación partidista es reemplazada por la omnipresencia de un partido único, o bien, por amagos de diversidad con la presencia de candidatos supuestamente alternativos porque, al fin y al cabo, se entiende que este tipo de elecciones no afectarán, en ningún caso, a quienes detentan el monopolio del poder. La transición política desde sistemas autoritarios hacia una democracia, tarde o temprano, deberá seguir la vía de unas elecciones libres con sufragio universal  desde la constitución.

### Tipos de voto
Según las opciones
- Voto positivo
- Voto sustractivo
- Voto en blanco
- Voto nulo
- Abstención (si no se ejerce el derecho a voto)

Según el fin
- Voto útil
- Voto inútil
- Voto castigo

Según el modo
- Voto presencial
- Voto por Internet
- Voto electrónico
- Voto a distancia
- Voto por correo
- Voto delegado

Otros
- Voto cantado
- Voto rogado
- Voto observado

- Voto en blanco computable
- Voto de calidad
- Voto aprobatorio
- Voto recurrido
- Voto libre

### Características del voto democrático
Como ha señalado Xavier Torrens, «la democracia liberal presupone la celebración de elecciones periódicas mediante el sufragio universal, libre, igual, directo y secreto. Todas estas características son condición necesaria para el democracia y el incumplimiento de una sola de ellas nos remite a un sufragio no democrático, que puede ser restringido, no libre, desigual, indirecto o público».

#### Universal
«El sufragio universal existe cuando el conjunto de la ciudadanía dispone del derecho de voto, sin que puedan producirse exclusiones por cualquier condición o circunstancia de carácter discriminatorio. La definición del electorado y la extensión del sufragio son ejes sobre los cuales han girado grandes debates». Merece la pena recordar que la historia de la democracia ha ido unida a la ampliación de la base electoral en la que jugó un rol importante la presión de sectores excluidos del derecho a votar.
«Durante el siglo XIX y principios del XX... el acceso a las urnas estaba vetado a amplios sectores de la sociedad, globalmente mayoritarios, entre otros: trabajadores (discriminación por razón de clase social), mujeres (discriminación sexista) y no blancos (discriminación por raza).» Por ejemplo, en 1833 en Gran Bretaña únicamente 4,7 por 100 de la población. «En un primer momento, la celebración de elecciones atendió al deseo de la burguesía de acceder al control del Estado», sin compartir dicho control con el resto de la sociedad.
«Con el Estado liberal, la burguesía recurrió al sufragio para poder detentar el poder político como sector privilegiado» y estableció condiciones que en la práctica excluían del derecho a voto a las clases baja y media. Este sufragio estaba restringido por razones de nivel de renta, propiedad o riqueza (sufragio censitario), por razones de nivel educativo (sufragio capacitario) o de cualquier otra condición similar. Podía ocurrir también que el derecho de sufragio dependiera del pago de una determinada tasa de impuestos: un impuesto especial para el voto, inaccesible para la inmensa mayoría de la sociedad. La educación o la cultura también pueden ser instrumentos discriminatorios en épocas o lugares en los cuales el analfabetismo estaba muy extendido. Otra limitación podía ser la exigencia de un período mínimo de residencia antes de poder estar inscrito en el censo electoral, que puede ser discriminatoria en un contexto de elevada movilidad residencial de los trabajadores a la búsqueda de un empleo.
Todas las restricciones discriminatorias mencionadas buscaban privar del derecho de sufragio a la clase trabajadora. «La consecución del sufragio universal masculino y con él la superación del obstáculo de la discriminación social, a resultas de la presión del movimiento sindical, el avance del liberalismo radical y el surgimiento de los partidos de izquierdas, representó un punto de inflexión esencial para comprender la transformación del Estado liberal al Estado democrático. En Europa se postergó hasta la Primera Guerra Mundial, su asentamiento, después de un proceso de derogaciones y reinstauraciones de este derecho para los varones. Teniendo presente que hubo varias derogaciones de este derecho, en España se introdujo en 1868, 1890, 1931 y 1977».
«Tras la generalización del voto entre los hombres, continuó existiendo un sufragio restringido de carácter sexista... que excluía a la mujer de la participación en la vida política y, por ende, de otros ámbitos de la vida cotidiana. Entre las razones esgrimidas para impedir el voto de las mujeres encontramos argumentos como su pretendida menor capacidad intelectiva, la supeditación de la mujer al hombre que ejercía de cabeza de familia (fuera el padre o el marido) o la acusación de apatía o ignorancia de las mujeres en relación con las cuestiones políticas. [...] En países donde se concedió a regañadientes el sufragio a la mujer, se añadieron requisitos como el establecimiento de una edad superior de voto para las mujeres con respecto a los hombres. Este fue el caso de Gran Bretaña donde en 1918 solo se permitía votar a las mujeres mayores de treinta años. En Bélgica (1919) únicamente las viudas y madres de víctimas de guerra y en Portugal (1931) solo las mujeres con estudios universitarios».
«La primera vez que las mujeres pudieron ejercer su derecho al voto fue en 1866 en unas elecciones municipales en Suecia. Los primeros países en los cuales se implantó fueron los Estados norteamericanos de Wyoming (1869) y Utah (1870), así como en Nueva Zelanda (1893) y Australia (1902). En Europa, fueron los países nórdicos». Los países de tradición católica y musulmana han sido los más renuentes a la participación de las mujeres, mientras que en los países de tradición protestante y judía las reticencias se desvanecieron antes.[cita requerida]
En España se logró el sufragio femenino en 1931, con el advenimiento de la Segunda República, y se ejerció en 1933. Fue la diputada Clara Campoamor su principal su defensora. En Argentina, donde existía el antecedente de la provincia de San Juan que en 1928 había establecido el voto femenino en el ámbito local, la Cámara de Diputados había aprobado en 1932 un proyecto en ese sentido del diputado socialista Mario Bravo, pero el Senado nunca lo debatió. El proyecto de ley fue presentado inmediatamente después de asumido el nuevo gobierno constitucional, el 1 de mayo de 1946. La oposición de los prejuicios conservadores resultaba evidente tanto dentro de los partidos políticos que apoyaban al peronismo como de los partidos opositores. A pesar de que era un texto breve en tres artículos, que prácticamente no podía dar lugar a discusiones, el Senado (donde solo había representantes peronistas) recién dio media sanción al proyecto el 21 de agosto de 1946, y hubo que esperar más de un año para que la Cámara de Diputados sancionara el 9 de septiembre de 1947 la Ley 13.010, lo que hizo por unanimidad o sea apoyada tanto por los diputados peronistas como por los opositores. Evita presionó constantemente a los parlamentarios para que lo aprobaran, causando incluso protestas de estos últimos por su intromisión.
«Además del movimiento obrero y de las sufragistas del movimiento feminista, en algunos países la reivindicación de la extensión del derecho al voto ha incluido a otros movimientos sociales, como el antirracista. La exclusión de las minorías culturales y étnicas se ha producido con mecanismos diversos: negándoles la condición de ciudadanos, prohibiéndoles el derecho de sufragio, restringiendo su derecho de voto o desincentivando su participación política. En Estados Unidos hasta 1965 estuvo obstaculizado el voto de los ciudadanos afroamericanos y Sudáfrica hasta 1994 no implantó el sufragio universal e igual poniendo fin a la segregación racial».
«Otra limitación del sufragio que cabe indicar ha sido la discriminación por razón de edad, acostumbrándose a fijar en los veinte, veintiuno, veintitrés, veinticinco o más años, el mínimo de edad para poder votar. La progresiva reducción de la mayoría de edad electoral hasta los dieciocho años, a partir de las décadas de 1970 y 1980, hasta entonces se había visto frenada en muchos países porque las élites políticas temían que los jóvenes votaran en provecho de opciones más radicales. Hoy en día hay países que sitúan la edad de voto a los dieciséis años».

#### Libre
Según Xavier Torrens,

En un sistema constitucional de derechos y libertades, el pluralismo político, el acceso abierto al proceso electoral, los partidos en competición, la periodicidad de las elecciones y la posibilidad efectiva de decidir sobre la permanencia o sustitución del poder gubernamental son rasgos distintivos de unas elecciones donde el voto es libre. La ausencia de una contienda electoral es un síntoma claro de inexistencia de democracia, pero la presencia de unas elecciones no indica ipso facto la existencia de un sistema político democrático. Debe haber un Estado dotado de un sistema constitucional que establezca un marco jurídico donde se reconozcan y garanticen los derechos de la persona y las libertades públicas (de conciencia, de expresión, ideológica, de asociación, a la información, de reunión, etc.).De otro lado, la competencia entre partidos es un denominador común de la amplia gama de variación de los sistemas electorales en las democracias. Entre sus disparidades, el carácter singular de las democracias es la subyacente confrontación política entre partidos diferentes y su coexistencia democrática. El elemento central es competir por el voto para tener la capacidad de representar y gobernar. Es patente que las relaciones mutuas y plurales se originan en los sistemas multipartidistas y bipartidistas, mientras que en los sistemas de partido único no existen tales relaciones de reciprocidad.
Aparte de lo ya mencionado, otra condición para considerar un sufragio libre es que las elecciones sean recurrentes... La periodicidad debe ser regular para evitar la perpetuación no electiva en el poder de las élites políticas. El desarrollo del principio electivo conlleva la celebración de elecciones periódicas (habitualmente, en un período máximo de cuatro o cinco años) donde se parte de la base de que éstas no pueden ser un instrumento utilizado de forma excepcional, ni pueden anularse las convocatorias posteriores con el fin de mantenerse en el poder.

#### Igual
Según Xavier Torrens,

El voto igual implica que cada elector debe tener asignado el mismo número de votos independientemente de la persona que los emita y, para ello, no deben existir diferencias cuantitativas en el número de votos (generalmente, uno) disponibles para cada elector. La vulneración del voto igual (una persona, un voto) viene de la mano del voto desigual (o voto plural, como también se le denomina), consistente en la concesión de uno o varios votos adicionales a determinados tipos de electores. El voto desigual podía consistir en que un individuo poseyera varios votos para emitirlos en una misma circunscripción. A veces se concedían más votos en proporción a la cantidad de tierra de que fueran titulares o en proporción a la base fiscal de sus propiedades (Bélgica, hasta 1919). O podía suceder que dispusiera de múltiples votos, uno por cada circunscripción, estando calificado para ello, por ejemplo, por tener propiedades en cada una de ellas (Gran Bretaña lo reconoció hasta 1948). O podía establecerse un contingente de electores adscritos a una circunscripción conforme a un criterio distinto al territorial, como el profesional o el socioeconómico; pudiendo estos electores votar con varios votos en dichas circunscripciones especiales (por ejemplo, las circunscripciones británicas de titulados universitarios —extinguidas en 1948—, donde estos disponían de diversos votos).
 Cuando en las democracias avanzadas ha sido superada con creces la norma «un hombre, un voto» y una vez ya se ha consolidado el principio jurídico de «una persona, un voto», diversos autores indican que ahora el camino a seguir debiera ser el de aumentar la igualdad de voto desde la perspectiva política e ir hacia «una persona, un mismo valor», que cada votante haga una contribución igual para determinar el resultado de la elección. A este respecto, es interesante recordar que "[...] No hay igualdad en el sufragio allí donde el voto de un individuo aislado no tenga el mismo valor que el de otro individuo en la comunidad" (John Stuart Mill).
A tenor de lo dicho, un voto de valor igual o equitativo consistiría en que la fuerza electoral del voto de cada ciudadano fuese lo más semejante y que el coste de cada escaño fuese similar, es decir, sea elegido por una fracción equitativa de población. Por ejemplo, la infrarrepresentación de las zonas urbanas y la sobrerrepresentación de las zonas rurales es una fuente de discriminación que afecta a la equidad del voto. También hay que decir que las elecciones no son un proceso plenamente abierto y asequible a todos los partidos por igual. La desigualdad en los recursos financieros y en el acceso a los medios de comunicación afectan negativamente a la igualdad de oportunidades y restringen el aspecto competitivo de las relaciones interpartidos. A todo ello hay que añadir que un sistema electoral puede producir resultados desiguales: hay partidos que en relación con el apoyo electoral recabado están sobrerrepresentados y otros infrarrepresentados en el Parlamento. También señalar las desigualdades políticas con respecto al sufragio pasivo, como la baja representación de las mujeres entre las élites políticas. Son éstas cuestiones abiertas al debate.

#### Directo
Tiene que ser directo porque el derecho al voto es intransferible, no se puede delegar en otras personas (en caso de no poder acudir al colegio electoral el día de la votación se puede recurrir al voto por correo), y el votante elige a sus representantes sin intermediarios. En las elecciones indirectas se eligen a unos delegados o compromisarios que a su vez eligen a los gobernantes. Este fue el sistema electoral de la Constitución española de 1812 y en la actualidad es el que rige las elecciones presidenciales de Estados Unidos en las que los votantes eligen un Colegio Electoral que es el que efectivamente elige al presidente (produciéndose la paradoja, como ocurrió en las elecciones presidenciales de Estados Unidos de 2016, de que el ganador Donald Trump obtuvo menos votos totales que su contrincante Hillary Clinton).

#### Secreto
El voto es secreto para garantizar la libertad del votante, ya que si fuera público podía estar condicionada su decisión. Así que para garantizar su privacidad se adoptan una serie de medidas como la instalación de cabinas cerradas, el uso de urna selladas y de sobres opacos donde introducir las papeletas, etc. También se ha recurrido al voto electrónico. El primer país en utilizar en voto secreto fue Australia en 1856.
Como ha señalado Xavier Torrens, «conviene matizar que las garantías para la protección del secreto del voto no implican que el elector, si así lo desea voluntariamente, no pueda dar a conocer su voto. El secreto del sufragio es, pues, una posibilidad que puede no ser ejercida por el votante pero que debe quedar siempre garantizada». Todo ello sin perjuicio de la obligación de no efectuar propaganda electoral durante las votaciones. No obstante, en algunos países, como Argentina, que un elector declare su voto puede ser considerado un delito electoral, y el voto puede ser declarado nulo.
«Además de las características mencionadas, el voto debe ser personal. El voto por delegación puede ser objeto de manipulación o suplantación. Por ello, en el supuesto de que un elector tenga imposibilidad material de votar el día de las elecciones, para garantizarle el derecho de sufragio y, a su vez, mantener el requisito de que el voto sea personal, pueden articularse mecanismos para combinar ambos aspectos, como el voto por correo, el voto sur place (cuando el elector tiene autorización para votar en un lugar distinto del que en principio le corresponde) o el voto en las embajadas y consulados en el caso de residir en el extranjero».

### Estructura del voto
Se puede distinguir entre el voto categórico (el elector solo puede votar a candidatos de un mismo partido) y el voto ordinal (el elector puede votar a candidatos de distintos partidos). La mayoría de los países usan el voto categórico; solo una minoría (Irlanda, Malta, Australia, Luxemburgo, Suiza, Alemania, Francia y España para el Senado) disponen de voto ordinal. Otra tipología más compleja distingue entre el voto único (aquel en el que el elector emite un solo voto; se aplica generalmente cuando se vota a una candidatura unipersonal o a listas cerradas y bloqueadas) y el voto múltiple (el elector puede emitir tantos votos como escaños dispone una circunscripción, pudiendo dar un máximo de un voto por candidato; se aplica generalmente cuando se vota a listas abiertas o a listas cerradas desbloqueadas).
1. Voto único
  1. Voto alternativo o voto único transferible: el elector indica una segunda preferencia, es decir, por qué candidato votaría en el supuesto de que su candidato elegido en primera preferencia no obtuviera los votos necesarios para ser designado.
2. Voto múltiple
  1. Voto limitado (el elector dispone de un número de votos menor a los escaños de que dispone la circunscripción electoral; suele aplicarse en circunscripciones plurinominales y sistemas mayoritarios con listas abiertas)
  2. Voto limitado: el elector dispone de un número de votos menor a los escaños de que dispone la circunscripción electoral. Suele aplicarse en circunscripciones plurinominales y sistemas mayoritarios con  listas abiertas.
  3. Voto acumulativo: el elector tiene la posibilidad de dar varios votos a un solo candidato si así lo desea, pero también puede distribuir los votos entre distintos candidatos.
  4. Voto preferencial: el elector establece un orden de preferencia entre los candidatos; puede consistir en poner un número en los nombres de los candidatos o señalar a un número determinado de candidatos o incluso a uno solo; está asociado a las listas cerradas desbloqueadas.
  5. Voto combinado o panachage: el elector puede seleccionar candidatos de distintos partidos; está asociado a las listas abiertas y es el sistema empleado en la elección del Senado de España.
  6. Voto doble: el elector toma dos decisiones con dos votos: uno a una lista de partido y otro a un candidato unipersonal (que puede ser de un partido diferente al seleccionado con el otro voto; es el tipo de voto utilizado en el sistema de representación proporcional personalizada, usado, por ejemplo, en Alemania).Una variante del voto doble es el voto paralelo, utilizado, por ejemplo, en la elección de la Cámara de Diputados de México.

## Voto obligatorio
El acto de votar es voluntario en la mayoría de los países. Sin embargo en algunos países, como Argentina y Brasil, tienen sistemas de voto obligatorio, cuyo incumplimiento es una falta administrativa. En Perú el voto es obligatorio en elecciones presidenciales, regionales, municipales y parlamentarias, y su incumplimiento supone una multa. En Uruguay el voto es obligatorio en las elecciones nacionales y departamentales, y su incumplimiento es un delito. En Bolivia el voto es obligatorio y su incumplimiento es un delito.

## Voto  grabado
Algunos[¿quién?] piensan que en cuanto los votos sean registrados en un medio invisible a los humanos, los electores perderán cualquier posibilidad de verificar como sus votos son recolectados y cotejados para producir el resultado final. Así, necesitan tener una fe absoluta en la exactitud, honestidad y seguridad de todo el aparato electoral. Esto se refiere particularmente al voto electrónico pues, para quienes no lo programaron, los ordenadores solamente actúan como cajas negras y sus operaciones solo pueden ser verificadas mediante el conocimiento de la entrada de datos y la comparación de los resultados esperados con los existentes, pero bajo el sistema de votación secreta, los votos entrantes no son conocidos, ni existe ningún resultado esperado con el que comparar los resultados electorales.

## Voto de los jóvenes

### Argentina
La ley del voto joven permite que los jóvenes argentinos desde los 16 años puedan votar en todo el país en la elección de candidatos nacionales (senadores y diputados para el Congreso de la Nación), Presidente y Vice, para ello deben tener en el DNI la actualización de los 14 años y estar inscriptos en el padrón electoral (que es la lista de todas las personas habilitadas para votar). Si el joven que tiene 16 o 17 años no vota no recibe ninguna sanción, porque el voto es obligatorio a partir de los 18 años.